# 建設省告示1460号

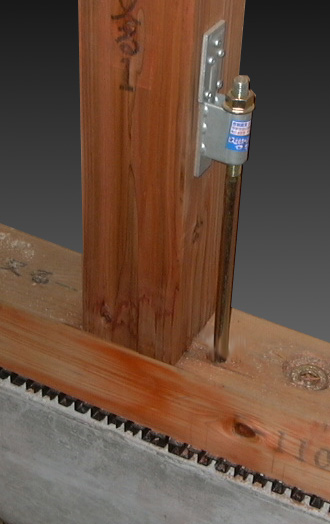
ビス留め式ホールダウン金物15kN用(柱脚施工例)

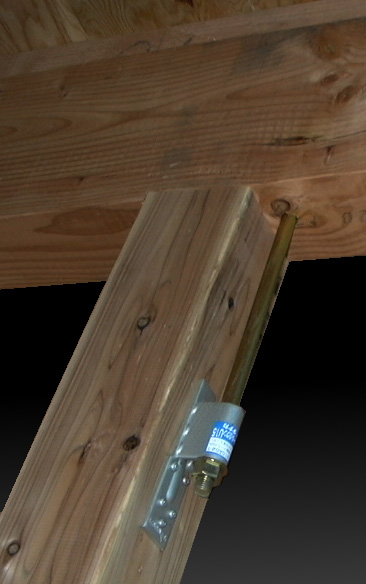
ビス留め式ホールダウン金物15kN用(柱頭施工例)

建設省告示1460号とは、木造軸組工法の建築物の柱が、地震時や台風時に抜けないようにするために、柱頭（柱の上部）と柱脚（柱の下部）の補強方法を定めた告示である。正式な件名を「木造の継ぎ手及び仕口の構造方法を定める件（平成12年建設省告示第1460号）」という。この告示は2000年5月31日に施行された。

## 由来・考え方
この告示は、阪神・淡路大震災において、ホールダウン金物が不足していた木造軸組工法の建築物で、新しいにもかかわらず柱が抜けて倒壊していたものが多かったことに鑑みて作られた。木造軸組工法の建築物では、耐力壁が地震に対して抵抗することから、耐力壁が破壊するより前に柱が抜けるなどして耐震強度を失ってはならない。言いかえれば、耐力壁の性能を完全に発揮させることによって、強度指向の設計であっても、終局的な靭性(粘り強さ)を確保し、建物の倒壊を防いでいる。したがって、ある地震力に対して柱に実際に生じる力(=存在応力)によって補強金物を決めるのではなく、その柱に取り付く耐力壁の仕様によって補強金物を決めなければならない。ただし、別途保有水平耐力の計算などにより、終局的な安全性が確認できた場合は、この限りではない。

## 告示の表
木造2階建て以下の柱頭・柱脚の補強方法は、次の表のとおりでなければならない。ただし、N値計算をした場合は、その計算結果に基づくことができる。また、構造計算をした場合には、その計算結果に基づくことができる。
| 柱に取り付く 耐力壁の仕様                  | 壁倍率 | 出隅の柱                       | 出隅でない柱              |
| ------------------------------------------ | ------ | ------------------------------ | ------------------------- |
| 筋交い45×90mm 筋交いプレートBP-2           | 2.0    | (ほ)羽子板ボルト8.5kN以上      | (ろ)かど金物CP-L以上      |
| 筋交い45×90mmタスキ掛け 筋交いプレートBP-2 | 4.0    | (と)ホールダウン金物15kN用以上 | (に)羽子板ボルト7.5kN以上 |
| 構造用合板を N50釘@150mm間隔で打ちつけ     | 2.5    | (ほ)羽子板ボルト8.5kN以上      | (ろ)かど金物CP-L以上      |

※筋交いと構造用合板の併用は、N値計算又は構造計算による。
※3階建ては構造計算による。
| 柱に取り付く 耐力壁の仕様                  | 壁倍率 | 1階・2階とも出隅の柱             | 2階は出隅の柱 1階は出隅でない柱 | 1階・2階とも出隅でない柱       |
| ------------------------------------------ | ------ | -------------------------------- | ------------------------------- | ------------------------------ |
| 筋交い45×90mm 筋交いプレートBP-2           | 2.0    | (と)ホールダウン金物15kN用以上   | (は)かど金物VP以上              | (ろ)かど金物CP-L以上           |
| 筋交い45×90mmタスキ掛け 筋交いプレートBP-2 | 4.0    | (ぬ)ホールダウン金物15kN用×2以上 | (ち)ホールダウン金物20kN用以上  | (と)ホールダウン金物15kN用以上 |
| 構造用合板を N50釘@150mm間隔で打ちつけ     | 2.5    | (ち)ホールダウン金物20kN用以上   | (へ)ホールダウン金物10kN用以上  | (は)かど金物VP以上             |

※筋交いと構造用合板の併用は、N値計算又は構造計算による。
※3階建ては構造計算による。

## 注意事項
- 羽子板ボルトを柱に取り付けることは、収まり上、非常に難しいことから、現実的には同等性能以上のホールダウン金物を使用する。
- 1階のホールダウン金物のアンカーボルトはM16とし、基礎埋め込み長さは360mm以上(35kN用は500mm以上)とする。
- 最上階のホールダウン金物は、座付きアンカーボルトM16(座のサイズは9mm×80mm×80mm相当)で梁に緊結する。
- 1階と2階の柱の接続部、または、2階と3階の柱の接続部でホールダウン金物の種類が異なる場合は、大きいほうのホールダウン金物に合わせ、M16ボルトで両引きとする。